# 布斯 (萨尔特省)
布斯（法語：Bousse，法語發音：[bus]）是法国萨尔特省的一个市镇，属于拉弗莱什区。

## 地理
布斯（47°46'13"N, 0°3'32"W）面积12.02 平方千米，位于法国卢瓦尔河地区大区萨尔特省，该省份为法国西北部内陆省份，北起顺时针与奥恩省、厄尔-卢瓦省、卢瓦-谢尔省、安德尔-卢瓦尔省、曼恩-卢瓦尔省和马耶讷省接壤，是法国大西部的入口，连接卢瓦尔河谷、布列塔尼和巴黎盆地。
与布斯接壤的市镇（或旧市镇、城区）包括：萨尔特河畔马利科讷、维莱讷苏马利科讷、阿尔特泽、克莱蒙-克雷昂、库尔塞勒拉福雷、拉弗莱什、利格龙。

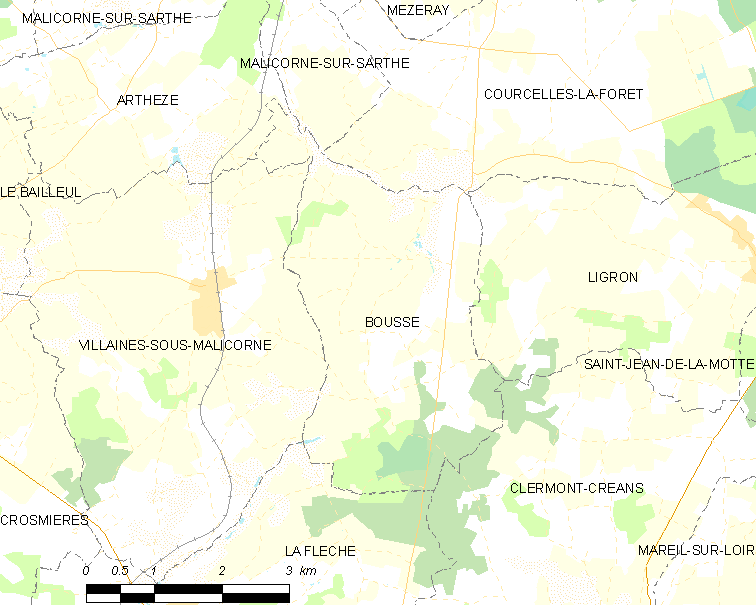
的OSM定位图

布斯的时区为UTC+01:00、UTC+02:00（夏令时）。

## 行政
布斯的邮政编码为72270，INSEE市镇编码为72044。

## 政治
布斯所属的省级选区为拉弗莱什县。

## 人口

1962-2008年间人口变化图示

布斯于2022年1月1日时的人口数量为431人。